# 신혼여행

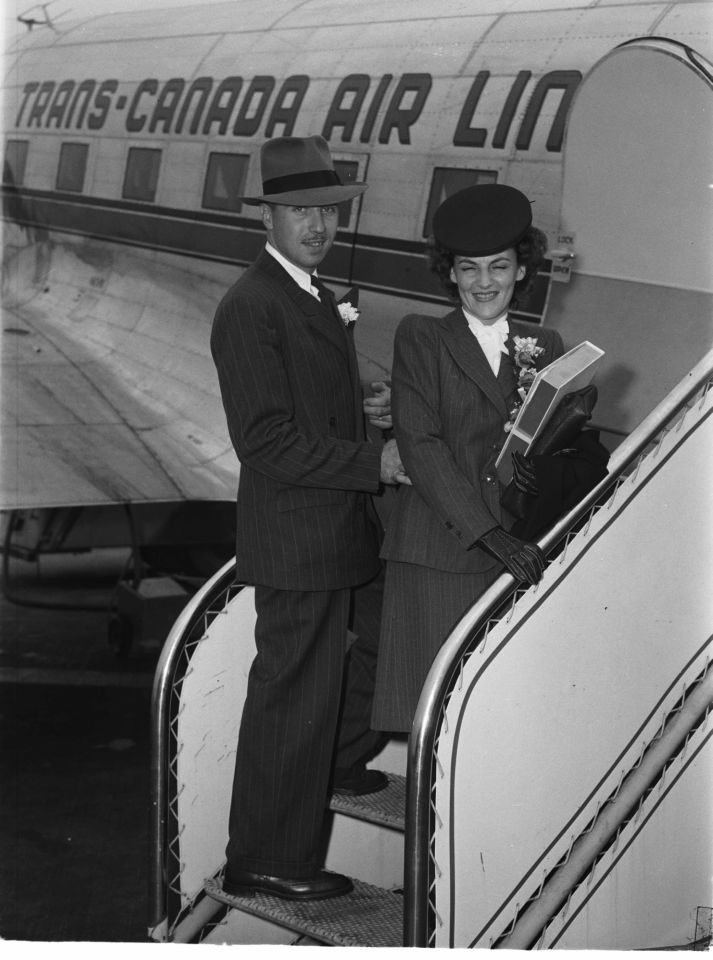
1946년 몬트리올에서 캐나다 횡단 항공기를 타고 신혼여행을 떠나는 신혼부부들

신혼여행(新婚旅行) 또는 허니문(Honeymoon), 밀월(蜜月)은 신혼부부가 결혼식을 마치고 가는 여행을 말한다.

## 같이 보기
- 휴가